# Maamme

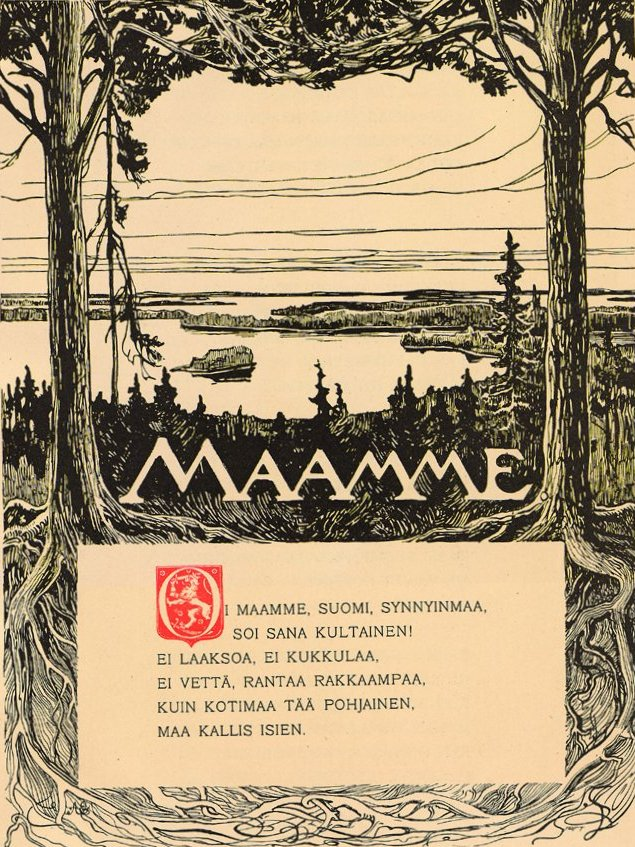
Maamme în "Vänrikki Stoolin tarinat"

Maamme (Țara Noastră) este imnul național al Finlandei. Titlul în suedeză, cea de a doua limbă oficială a Finlandei, este Vårt land. Imnul a fost compus de Fredrik Pacius, iar textul original in suedeza apartine lui Johan Ludvig Runeberg. Prima oare a fost intonat pe data de 13 mai 1848. Mai târziu a fost tradus în finlandeză. Pacius a compus și imnul estonian, Mu isamaa.

## Imnul înfinlandeză
Oi maamme, Suomi, synnyinmaa! 

Soi sana kultainen! 

Ei laaksoa, ei kukkulaa,
 
ei vettä rantaa rakkaampaa 

kuin kotimaa tää pohjoinen. 

Maa kallis isien. 
Sun kukoistukses kuorestaan 

kerrankin puhkeaa; 

viel' lempemme saa nousemaan
 
sun toivos, riemus loistossaan, 

ja kerran laulus, synnyinmaa 

korkeemman kaiun saa.

## Imnul însuedeză
Vårt land, vårt land, vårt fosterland, 

ljud högt, o dyra ord! 

Ej lyfts en höjd mot himlens rand,
 
ej sänks en dal, ej sköljs en strand, 

mer älskad än vår bygd i nord, 

än våra fäders jord! 

Din blomning, sluten än i knopp, 

Skall mogna ur sitt tvång; 

Se, ur vår kärlek skall gå opp 

Ditt ljus, din glans, din fröjd, ditt hopp.
 
Och högre klinga skall en gång 

Vår fosterländska sång. 

## Imnul înromână
Pământul nostru, pământul nostru, patria noastră,
Sună tare, nume de valoare!
Nici o monedă care să corespundă trupei raiului
Fără vale ascunsă, fără fir de spălare a valurilor,
Este iubit, așa cum este și nordul nostru natal,
Pământul strămoșilor noștri.
Înflorirea ta, în mugur, s-a pus jos,
Cu toate acestea, maturitatea va crește.
Vedea! Din dragostea noastră va crește încă o dată
Lumina ta, bucuria ta, speranța ta, strălucirea ta!
Și mai clar, totuși, o zi va suna
Cântecul pământului nostru va cânta.